# Utah Grizzlies (1995-2005)
Gli Utah Grizzlies sono stati una squadra di hockey su ghiaccio che ha militato nella International Hockey League e nella American Hockey League. La loro sede è stata Salt Lake City, capitale dello Utah, presso l'E Center.

## Storia
Nel 1994 nacquero i Denver Grizzlies, capaci all'esordio in International Hockey League di vincere il titolo della Turner Cup. L'anno successivo la franchigia della NHL dei Quebec Nordiques annunciò il trasferimento a Denver dove diventarono i Colorado Avalanche. Per questo motivo i Grizzlies si spostarono dal Colorado e si trasferirono a Salt Lake City. I primi incontri casalinghi furono giocati nel Delta Center (noto come EnergySolutions Arena), fino all'ultimazione dei lavori dell'E Center.
Dopo il trasferimento gli Utah Grizzlies furono capaci di bissare il successo nei playoff della IHL, sconfiggendo in finale per 4-0 gli Orlando Solar Bears. L'ultimo incontro giocato al Delta Center vide 17.381 spettatori, il record nazionale per una partita di serie minore professionistica.
Dopo alcune stagioni difficili in American Hockey League lega nella quale erano confluiti nel 2001 dopo la chiusura della IHL, la franchigia chiuse le attività nel 2005 in attesa di formare una nuova franchigia in AHL. Nel maggio del 2006 il proprietario dei Cleveland Cavaliers Dan Gilbert acquistò la squadra per sostituire i partenti Cleveland Barons. Il 25 gennaio 2007 fu annunciata ufficialmente la nascita dei Lake Erie Monsters, attivi a partire dalla stagione 2007-2008.

### Affiliazioni
Nel corso della loro storia gli Utah Grizzlies sono stati affiliati alle seguenti franchigie della National Hockey League:
- New York Islanders: (1995-1998)
- Dallas Stars: (2000-2004)
- Phoenix Coyotes: (2004-2005)

## Record stagione per stagione
| Stagione             | Division  | Gare | V  | S  | P | OTL | SOL | Punti | GF  | GS  | Piazzamento | Play-off |
| -------------------- | --------- | ---- | -- | -- | - | --- | --- | ----- | --- | --- | ----------- | --- |
| Denver Grizzlies     |           |      |    |    |   |     |     |       |     |     |             | |
| 1994-95              | Southwest | 81   | 57 | 18 | - | 6   | -   | 120   | 339 | 235 | 1°          | vince 1º turno (Minnesota) 3-1 vince 2º turno (Phoenix) 4-1 vince semifinali (Milwaukee) 4-1 vince Turner Cup (Kansas City) 4-0 |
| Utah Grizzlies (IHL) |           |      |    |    |   |     |     |       |     |     |             | |
| 1995-96              | Southwest | 82   | 49 | 29 | - | 4   | -   | 102   | 291 | 232 | 2°          | vince 1º turno (Kansas City) 3-2 vince 2º turno (Peoria) 4-3 vince semifinali (Las Vegas) 4-2 vince Turner Cup (Orlando) 4-2    |
| 1996-97              | Southwest | 82   | 43 | 33 | - | 6   | -   | 92    | 259 | 254 | 3°          | vince 1º turno (Kansas City) 3-0 perde 2º turno (Long Beach) 0-4                                                                |
| 1997-98              | Southwest | 82   | 47 | 27 | - | 8   | -   | 102   | 276 | 234 | 3°          | perde 1º turno (Kansas City) 1-3                                                                                                |
| 1998-99              | Southwest | 82   | 39 | 34 | - | 9   | -   | 87    | 244 | 254 | 3°          | |
| 1999-00              | West      | 82   | 45 | 25 | - | 12  | -   | 102   | 265 | 220 | 2°          | perde 1º turno (Houston) 1-4 |
| 2000-01              | West      | 82   | 38 | 36 | - | 8   | -   | 84    | 208 | 220 | 4°          | |
| Utah Grizzlies (AHL) |           |      |    |    |   |     |     |       |     |     |             | |
| 2001-02              | West      | 80   | 40 | 29 | 6 | 5   | -   | 91    | 240 | 225 | 3°          | perde 1º turno (Houston) 2-3 |
| 2002-03              | West      | 80   | 37 | 34 | 4 | 5   | -   | 83    | 227 | 243 | 5°          | perde preliminari (Wilkes-Barre) 0-2                                                                                            |
| 2003-04              | West      | 80   | 27 | 42 | 6 | 5   | -   | 65    | 162 | 230 | 7°          | |
| 2004-05              | West      | 80   | 23 | 50 | 5 | 2   | -   | 53    | 156 | 265 | 7°          | |

## Record della franchigia

### Singola stagione
Gol: 46  Kip Miller (1994-95)
Assist: 60  Kip Miller (1994-95)
Punti: 106  Kip Miller (1994-95)
Minuti di penalità: 317  Mike MacWilliam (1995-96)
Vittorie: 45  Tommy Salo (1994-95)
Media gol subiti: 2.21  Rich Parent (1999-00)
Parate %: .928  Wade Flaherty (2001-02)

### Carriera
Gol: 111  Chris Taylor
Assist: 167  Chris Taylor
Punti: 278  Chris Taylor
Minuti di penalità: 694  John Erskine
Vittorie: 73  Tommy Salo
Shutout: 7  Tommy Salo
Partite giocate: 440  Gord Dineen

## Palmarès

### Premi di squadra
- Turner Cup: 2

1994-1995, 1995-1996
- Fred A. Huber Trophy: 1

1994-1995

### Premi individuali
- Commissioner's Trophy: 2

Butch Goring: 1994-1995, 1995-1996
- Gary F. Longman Memorial Trophy: 1

Tommy Salo: 1994-1995
- IHL Man of the Year: 2

Mike MacWilliam: 1994-1995
Rod Miller: 1997-1998
- James Gatschene Memorial Trophy: 1

Tommy Salo: 1994-1995
- James Norris Memorial Trophy: 2

Tommy Salo: 1994-1995
Tommy Salo e Mark McArthur: 1995-1996
- Ken McKenzie Trophy: 2

Chris Marinucci: 1994-1995
Brett Lievers: 1995-1996
- Norman R. "Bud" Poile Trophy: 1

Tommy Salo: 1995-1996